# NGC 2450
NGC 2450 (другие обозначения — MCG 5-19-8, ZWG 148.22, PGC 21807) — спиральная галактика в созвездии Близнецов. Открыта Эдуардом Стефаном в 1878 году.
Удалена приблизительно на 225 миллионов световых лет, её диаметр составляет около 50 тысяч световых лет.
Этот объект входит в число перечисленных в оригинальной редакции «Нового общего каталога».